# Рождённый после смерти
«Рождённый после смерти» (англ. Strange But True) — художественный фильм режиссёра Роуэна Атэйла. Экранизация одноимённого романа 2004 года Джона Серлза. Главные роли исполнили Эми Райан, Ник Робинсон, Маргарет Куэлли и Грег Киннир.
Мировая премьера фильма состоялась 22 июня 2019 года на Эдинбургском международном кинофестивале.

## Сюжет
Ронни Чейз погиб на выпускном вечере. Пять лет спустя Мелисса Муди, бывшая девушка Ронни, приезжает в дом его матери и говорит, что беременна ребенком Ронни. Мелисса заявляет, что единственным мужчиной, с которым у неё были отношения, был Ронни, и проигрывает Шарлин и Филипу, матери и младшему брату Ронни, запись экстрасенсорного чтения, которое она получила. Шарлин просит её уйти.
Мелисса в доме Билла и Гейл Эрвин, которые приютили её, потому что родителям не нравится её увлечение мистикой и одержимость смертью Ронни. Упоминаются провалы в памяти Мелиссы, а также склонность Билла к тайному курению. У Билла кашель, и Гейл просит его сходить к врачу, но он отмахивается. Позже Гейл стирает белье и находит сигаретную заначку Билла, а также наполовину использованную упаковку таблеток. Она отправляется в аптеку, чтобы спросить о них.
После напряженного завтрака между Шарлин и Филипом, Филип выдвигает идею о том, что замороженная сперма Ронни могла быть использована для оплодотворения Мелиссы. Шарлин идёт в библиотеку, где она раньше работала, чтобы изучить эту идею, а затем звонит своему бывшему мужу Ричарду, который является врачом. Она спрашивает его, можно ли использовать замороженную сперму для оплодотворения. Ричард вешает трубку и позже звонит Филипу, а затем Биллу. Тем временем Филип посещает того же экстрасенса, что и Мелисса, который говорит ему, что он должен пережить смерть Ронни.
Шарлин приходит в дом Эрвинов, чтобы поговорить с Мелиссой. Однако дверь открывает Гейл и говорит, что она благодарна Ричарду за то, что он платит за Мелиссу, пока она живет в их доме. Шарлин снова звонит Ричарду, рассерженная тем, что сказала ей Гейл. Холли, новая жена Ричарда, отвечает на звонок и сообщает, что Ричард направляется в Нью-Йорк, чтобы увидеться с Шарлин. Шарлин перехватывает Ричарда в аэропорту и спрашивает его об оплате аренды квартиры Мелиссы. По дороге домой они спорят о Мелиссе и о последствиях смерти Ронни.
Филипп отправился навестить Мелиссу в её коттедж. Они говорят о сломанной ноге Филипа, которую он сломал, когда работал посыльным на велосипеде. Он переехал в Нью-Йорк из-за плана, который он составил с Ронни перед смертью, а затем искал предлог, чтобы уехать. Мелисса обсуждает свои провалы в памяти и сны о Ронни. Тем временем Гейл возвращается домой из аптеки и в гневе сталкивается с Биллом в подвале их дома. Она обнаружила, что таблетки — это рогипнол, который он тайно давал Мелиссе и насиловал её, что привело к потере сознания и беременности. Между Гейл и Биллом завязывается борьба на лестничной площадке. Она падает с лестницы и умирает. В хижине у Мелиссы начинаются схватки, и Филип берет её в машину, чтобы отвезти в больницу. Однако она просит его найти Гейл и Билла, чтобы они могли поехать вместе. Филип заглядывает в окно подвала и видит Билла, сидящего у тела Гейл. У Филипа звонит телефон, Билл замечает его, и выходит на улицу с ружьем. Филип резко сбрасывает звонок матери, чтобы родители знали, что нужно ехать в дом Эрвинов, чувствуя, что Филип в смятении. Билл преследует Филипа по лесу, в конце концов настигает его и вырубает прикладом ружья. Мелисса сама едет в больницу.
Билл копает неглубокую могилу в сарае, чтобы похоронить Филипа. Шарлин и Ричард приходят в дом, и Биллу удается убедить их, что ничего страшного не происходит. Однако Шарлин видит на улице один из костылей Филипа. Шарлин и Ричард заходят в дом, услышав телефонный звонок Фила, и обнаруживают труп Гейл. Билл пытается похоронить Филипа заживо, но тот начинает сопротивляться и зовет Ричарда и Шарлин. Билл начинает душить Филипа, но Филипу удается опрокинуть ружье и нажать на курок, предупредив родителей. Ричард вбегает в дом и встает рядом с Филипом. Билл поднимает ружье в сторону Ричарда и Филипа, но тут Шарлин встает между ними. Билл говорит, что не хотел причинить ей боль, а затем убивает себя.
Мелисса рожает своего ребенка, а во флешбэке показывают ночь, когда Ронни погиб в аварии, когда его везли в лимузине. Он стоял на крыше и кричал, что любит Мелиссу, по ее приказу, а водитель лимузина отвлекся. Шарлин держит на руках ребенка Мелиссы, а Филипп и Ричард наблюдают за происходящим.

## В ролях
- Маргарет Куэлли — Мелисса Муди
- Эми Райан — Шарлин Чейз
- Грег Киннир — Ричард Чейз
- Ник Робинсон — Филип Чейз
- Коннор Джессап — Рональд «Ронни» Чейз
- Блайт Даннер — Гейл Эрвин
- Мена Массуд — Чаз
- Брайан Кокс — Уильям «Билл» Эрвин

## Производство и премьера
В мае 2017 года стало известно, что Эми Райан, Грег Киннер, Ник Робинсон, Маргарет Куалли, Коннор Джессап и Блайт Дэннер присоединились к актёрскому составу фильма, а Роуэн Атейл занял режиссёрское кресло. В июне 2017 года к актёрскому составу фильма присоединился Мена Массуд. Съёмки прошли в Торонто.
В феврале 2018 года компания CBS Films приобрела права на прокат фильма. Мировая премьера фильма состоялась на Эдинбургском международном кинофестивале 22 июня 2019 года. В прокат фильм вышел 6 сентября 2019 года. В России фильм вышел 5 декабря 2019 года.

## Восприятие
Стивен Далтон из The Hollywood Reporter описывает фильм, как атмосферный триллер с ностальгическим подтекстом и сильным визуальным стилем. Хотя закрученный сюжет в некоторых моментах будет испытывать терпение зрителей, он говорит, что в целом фильм хорошо сделан. Фильм разворачивается как стриптиз в замедленной съёмке, создавая постоянное напряжение с помощью фрагментарных воспоминаний и откровений, которые постепенно заполняют причудливую предысторию, стоящую за непорочным зачатием Мелиссы. По словам Далтона, в напряжённом сюжете много улик, намекающих на религиозные культы и сверхъестественные явления, но правда разочаровывающе прозаична и прибегает к диким тропам криминальной фантастики, которые повышают достоверность. Хотя это и ослабляет фильм, но не фатально. Независимо от правдоподобности поворотов, фильм предлагает прекрасную игру актёров, особенно старшего поколения, например Эми Райан. Режиссёр Роуэн Атэйл, несмотря на отсутствие опыта, экранизировал сценарий Эрика Гарсии с впечатляющим визуальным стилем и атмосферой.